# Propoziție atributivă
În sintaxa frazei, propoziția atributivă este o propoziție subordonată unei entități lingvistice numite antecedent, pe care o reia. De cele mai multe ori, antecedentul este un cuvânt parte de vorbire nominală din propoziția regentă (substantiv, pronume, numeral, eventual prevăzute cu un determinant), pe lângă care propoziția atributivă îndeplinește aceeași funcție ca atributul sau ca apoziția în propoziție.
Unii autori consideră că și întreaga propoziție regentă poate fi antecedent al atributivei. Alții nu iau în seamă un astfel de antecedent. După unii dintre aceștia, în acest caz este vorba de pseudo-subordonare, în realitate propoziția fiind coordonată.
În unele gramatici sunt luate în seamă și atributive fără antecedent, de exemplu:
ro  trimiterea de ajutoare (ori)cui are nevoie;
fr  Rira bien qui rira le dernier „Cine râde la urmă, râde mai bine”;
en  Whoever used the pans should wash them up „Oricine a folosit cratițele ar trebui să le spele”;
BCMS Ko peva, zlo ne misli (literal „Cine cântă nu se gândește la rău”).
În gramatici ale limbii române, subordonatele ca cele din ultimele trei exemple nu sunt considerate atributive, ci subiective.

## Tipuri de propoziții atributive
Există clasificări ale propozițiilor atributive din mai multe puncte de vedere.

### Atributivă determinativă și atributivă explicativă
Această distincție se face după caracterul obligatoriu al atributivei și funcția sa de identificare pentru antecedent, respectiv după caracterul facultativ și funcția de explicare a atributivei.

#### Atributiva determinativă
Atributiva determinativă, numită și calificativă, restrictivă sau definitoare, aduce o precizare strâns legată de sensul întregii fraze. Are același rol sintactic ca un adjectiv demonstrativ, care poate determina antecedentul și în prezența unei asemenea atributive. Exemple:
ro  Vă recomand pe omul despre care v-am vorbit;
fr  L’ami qui m’accompagnait fut surpris de voir Paul „Prietenul care era cu mine a fost surprins să-l vadă pe Paul”;
en  Here is the book that you were looking for „Uite cartea pe care o căutai” (subînțeles „nu alta”);
BCMS Gde su sada one stolice koje sam želeo da kuprim? „Unde sunt acum acele scaune pe care doream să le cumpăr?”.
Maghiara este o limbă în care antecedentul este de cele mai multe ori, uneori obligatoriu, determinat și de un demonstrativ corelat cu cuvântul introductiv al atributivei, ex. Már nem abban a lakásban lakunk, ahova tavaly meghívtalak (demonstrativ obligatoriu) „Nu mai locuim în acel apartament / în apartamentul în care te-am invitat anul trecut”.

#### Atributiva explicativă
Atributiva explicativă aduce de asemenea o specificare, dar aceasta nu este strict necesară, fraza nu-și schimbă sensul fără ea. În afară de explicativă, această atributivă mai este numită și de amplificare, nerestrictivă, nedefinitoare, descriptivă, nedeterminativă sau apozitivă. Altă deosebire față de atributiva determinativă este că cea explicativă poate avea și alte antecedente, de exemplu un adverb sau locuțiune adverbială. Exemple:
ro  De ceas, care indică timpul, este greu să te lipsești;
fr  Partout où Julien va, il se fait des amis „Peste tot unde merge, Julien își face prieteni”;
en  Napoleon, who came from Corsica, was exiled to Elba „Napoleon, care venise din Corsica, a fost exilat pe Elba”;
BCMS Moja tetka, koja je u Kotoru, javlja mi da i tamo pada kiša „Mătușa mea, care e la Kotor, mă anunță că și acolo plouă”.
Antecedentul atributivei explicative este frecvent un nume propriu sau un pronume personal. Exemple:
ro  Învață a muri tu, care știai numai a omorî! (Costache Negruzzi);
fr  Dans la nuit du tombeau, toi qui m’as consolé, / Rends-moi le Pausilippe lit. „În noaptea mormântului, tu care m-ai consolat, / Dă-mi înapoi Posillipo” (Gérard de Nerval);
en  Einstein, who failed his university entrance exam, discovered relativity „Einstein, care a căzut la examenul de admitere la universitate, a descoperit relativitatea”;
BCMS Naš komšija Petar, koji se upravo vratio s puta, śutra će doći na večeru „Vecinul nostru Petar, care tocmai s-a întors din călătorie, va veni mâine la cină”.
După unii autori, antecedentul atributivei explicative poate fi întreaga ei propoziție regentă:
ro  Ne înțelegem bine, ceea ce e important;
en  It’s said she’s back in the country – which I just don’t believe „Se zice că (ea) s-a întors în țară, ceea ce eu nu cred”;
BCMS Vlada će sniziti kurs domaće valute, što će podstaći izvoz „Guvernul va scădea cursul valutei autohtone, ceea ce va stimula exportul”.
În gramatici ale limbii franceze există interpretări diferite ale grupurilor ce qui, ce que corespunzătoare lui „ceea ce”. Dacă se consideră, ca în gramaticile românești, că este o locuțiune pronominală relativă, atunci antecedentul ei este propoziția regentă, dar dacă se analizează, atunci, antecedentul este pronumele demonstrativ ce, ex. Les Dufort nous ont invités à dîner dimanche, ce qui nous a fait plaisir „Familia Dufort ne-a invitat la cină duminică, ceea ce ne-a făcut plăcere”.
În gramatici ale limbii maghiare se întâlnește ideea că în astfel de fraze (ex. Senki nem vette észre az új szoknyáját, ami nagyon idegesítette „Nimeni n-a observat fusta ei cea nouă, ceea ce o enerva foarte tare”) este vorba de coordonare, cu argumentul că pronumele relativ poate fi înlocuit cu o conjuncție coordonatoare + un pronume demonstrativ: Senki nem vette észre az új szoknyáját, és ez nagyon idegesítette „Nimeni n-a observat fusta ei cea nouă, și asta o enerva foarte tare”.
Părerile sunt împărțite în privința echivalenței dintre denumirile „explicativă” și „apozitivă”. Pentru Dubois 2002, de pildă, este apozitivă atributiva pe care alții, de exemplu Coteanu 1982 o consideră explicativă. În schimb Avram 1997 împarte atributivele pe de o parte în propriu-zise, printre care include și dintre cele văzute de alții, de exemplu Coteanu 1982, ca determinative (calificative), și dintre cele considerate de alții, precum Dubois 2002, apozitive. Prin apozitive, Avram 1997 înțelege altfel de propoziții decât Dubois 2002, anume propoziții care pot avea ca antecedent un adverb, un verb, un grup de cuvinte sau o propoziție întreagă, cele izolate și juxtapuse (ex. Am făcut o greșeală: n-am trimis scrisoarea), cele izolate legate prin conjuncție și cu izolarea marcată în scris prin două puncte (ex. Se știe un lucru: că întârzie), precum și cele care conțin un așa-numit „adverb explicativ”, ex. Nu cunosc numărul invitaților, câți anume ai chemat.
În gramatici ale limbii maghiare se consideră apozitive numai atributivele care corespund exact cu o apoziție. De exemplu, în fraza Megnéztem azt a filmet, amelyet nagyon dicsértek „Am văzut filmul pe care l-au lăudat foarte mult” (lit. „… acel film, pe care …”) atributiva ar fi una propriu-zisă, putând fi echivalată cu un atribut: Megnéztem a nagyon dicsért filmet „Am văzut filmul foarte mult lăudat”. Dacă fraza este transformată în Megnéztem a filmet, azt, amelyet nagyon dicsértek „Am văzut filmul, cel pe care l-au lăudat foarte mult”, atributiva ar fi apozitivă, fiind echivalentă cu o apoziție: Megnéztem a filmet, a nagyon dicsértet „Am văzut filmul, pe cel foarte mult lăudat”.

### Atributivă izolată și neizolată
Această distincție se face după caracteristici prozodice. Izolată este atributiva despărțită de regentă printr-o pauză sau două, și marcată printr-o schimbare în intonație. Astfel sunt atributivele apozitive, indiferent de delimitarea lor de diferiți autori, și cele numite explicative. Neizolate sunt atributivele nedespărțite de regentă prin mijloace prozodice. Semnalarea în scris a izolării depinde de normele ortografice ale diferitelor limbi. În unele, ca maghiara, se pune virgulă înaintea tuturor atributivelor, ex. Már nem abban a lakásban lakunk, ahova tavaly meghívtalak „Nu mai locuim în acel apartament / în apartamentul în care te-am invitat anul trecut” (atributivă determinativă). În schimb în ortografia franceză lipsește uneori virgula și înaintea unor atributive explicative, ex. fr  J’ai trouvé ma soeur qui lisait dans le jardin „Am găsit-o pe soră-mea, care citea în grădină”.
Sunt cazuri în care numai izolarea distinge atributiva explicativă de cea determinativă, frazele având sensuri diferite. Exemple:
ro  Am fost la un singur spectacol care mi-a plăcut = „Am văzut mai multe spectacole, dar numai unul dintre ele mi-a plăcut” vs.
Am fost la un singur spectacol, care mi-a plăcut = „Am văzut un spectacol, și acesta mi-a plăcut”;
BCMS Na večeru će doći komšije koje smo jutros pozvali „La cină vor veni vecinii pe care i-am invitat ieri” (vor veni numai vecinii pe care i-am invitat) vs.
Na večeru će doći komšije, koje smo jutros pozvali „La cină vor veni vecinii, pe care i-am invitat ieri” (vor veni toți vecinii, căci i-am invitat pe toți).
Atât atributivele neizolate, cât și cele izolate cuprind mai multe subcategorii.
După Avram 1997, cele neizolate sunt fie de identificare, fie de calificare, iar cele izolate sunt fie descriptive, fie circumstanțiale.
În gramatici ale limbii engleze se găsește, de pildă, următoarea clasificare:
- atributive neizolate:
  - de identificare, care spun despre cine sau ce este vorba: What's the name of the player who was injured? „Care este numele jucătorului care a fost accidentat?”;
  - de clasificare, care spun despre ce fel de persoană sau lucru este vorba: A player who is injured has to leave the field „Un jucător care este accidentat trabuie să părăsească terenul”;
  - de scoatere în evidență: It was Jones who was injured, not Brown „Jones a fost accidentat, nu Brown” (lit. „A fost Jones care a fost accidentat, …”);
- atributive izolate:
  - de adăugare, care spun ceva suplimentar în legătură cu persoana sau lucrul despre care este vorba: Jones, who was injured, left the field „Jones, care a fost accidentat, a părăsit terenul”;
  - conective, care spun ce eveniment urmează după cel exprimat în regentă: The ball went to Jones, who scored easily „Mingea a ajuns la Jones, care a marcat ușor”.

## Legarea atributivei de regentă
După Avram 1997, sunt atributive juxtapuse cele ca în exemplul Am făcut o greșeală: n-am trimis scrisoarea. Astfel de atributive sunt, cel puțin în limba română, toate apozitive.
În limba engleză există atributive determinative facultativ juxtapuse, când pronumele relativ nu este subiect, ex. We got on the first bus (that) we saw „Am urcat în primul autobuz pe care l-am văzut”.
Majoritatea atributivelor nu sunt juxtapuse, ci conectate la regentă prin cuvinte gramaticale. Tipice pentru aceasta sunt pronumele relative, care au și diverse funcții sintactice în atributivă. Exemple:
- subiect: ro  Și-a cumpărat un ceas care să-l deștepte dimineața devreme[1];
- complement direct: fr  Voilà le livre qu’il m’a offert „Iată cartea pe care mi-a oferit-o”[32];
- complement indirect: en  Is this the magazine which/that you were talking about just now? „Asta e revista despre care vorbeai mai înainte?”[33];
- complement circumstanțial: hu  Azon az asztalon van a telefon, amelyiken a tévé „Telefonul este pe masa pe care este televizorul”[34];
- atribut: BCMS Vratiće se čovek u čiju si se kuću uselio „Se va întoarce omul în casa căruia te-ai instalat”[7].

Pronumele și adverbele interogative se folosesc pentru introducerea atributivelor cu antecedente substantive derivate din verbe, mai ales când este vorba de întrebări indirecte:
ro  Întrebarea unde se duce l-a surprins;
BCMS Postavlja se pitanje što bi bilo bolje učiniti „Se pune întrebarea ce ar fi mai bine să se facă”.
Alte cuvinte de legătură sunt adverbele relative, în unele limbi aceleași care sunt și adverbe interogative, și care îndeplinesc funcția de complement circumstanțial. Dintre acestea unele, în unele limbi, au sinonime pronume relative:
ro  Părinții sunt entuziasmați de felul cum/în care v-ați comportat;
fr  L’appartement de Sophie a une terrasse où/sur laquelle elle a installé un barbecue „Apartamentul lui Sophie are o terasă unde/pe care a instalat un grătar”;
en  Do you remember the time when / (that) we all went to a night club? „Îți aduci aminte de vremea când/în care mergeam cu toții la un club de noapte?”;
BCMS Popeli smo se na vrh brijega, odakle se mnogo bolje vidi „Am urcat pe vârful dealului, de unde se vede mult mai bine”.
Maghiara este o limbă în care forma pronumelor și adverbelor relative diferă de cea a interogativelor printr-un a inițial, ex. Ez az utca ahhoz a térhez vezet, ahol az egyetem található „Strada asta duce la piața unde se găsește universitatea”.
Mai rar, atributiva este introdusă de un pronume sau un adjectiv nehotărât:
ro  Datoria oricui întâlnește un accidentat este să-l ajute;
fr  Quiconque a beaucoup voyagé sait comme les heures des repas sont variables „Oricine a călătorit mult știe cât de variabile sunt orele meselor”;
en  Whoever used the pans should wash them up „Oricine a folosit cratițele ar trebui să le spele”.
Unele atributive sunt introduse de conjuncții subordonatoare:
ro  Întrebarea dacă vine și el l-a mirat;
fr  Loin de moi la pensée que vous soyez coupable ! „Departe de mine gândul că ați fi vinovat(ă)!”;
en  The fact that everyone got back safely was a great relief „Faptul că fiecare s-a întors teafăr a fost o mare ușurare”;
hu  Válaszoljon arra a kérdésre, hogy itt akar-e dolgozni! „Răspundeți la întrebarea dacă vreți să lucrați aici”;
BCMS Dajte zapovijest neka se svi okupe „Dați ordinul să se adune toți”.

## Locul propoziției atributive
Propoziția atributivă se plasează aproape totdeauna imediat după cuvântul antecedent sau ultimul cuvânt din sintagma acestuia. Prin urmare poate fi ultima propoziție din frază, fiind neizolată (ex. Vă recomand pe omul despre care v-am vorbit) sau izolată (Ne înțelegem bine, ceea ce e important), ori poate fi intercalată în regentă, de asemenea fiind neizolată (ex. Femeia care nu vrea să frământe toată ziua cerne) sau izolată, ex. De ceas, care indică timpul, este greu să te lipsești.
Există și excepții. În fraze cu atributivă fără antecedent (considerată subiectivă în gramatici românești), aceasta poate preceda regenta, ex. BCMS Ko peva, zlo ne misli (literal „Cine cântă, nu se gândește la rău”). În română, atributiva apozitivă introdusă prin ceea ce poate fi de asemenea antepusă regentei: Citește mult și, ceea ce e mai rar, nu uită nimic.

## Modul predicatului propoziției atributive
Predicatul atributivei este în general la același mod ca al unei propoziții independente, depinzând de modalitatea pe care vrea s-o exprime utilizatorul limbii. Doar la imperativ nu poate fi.
În registrul elevat al limbii franceze există cazuri de folosire a modului subjonctiv care nu sunt proprii celorlalte limbi amintite aici, anume atunci când se exprimă o excepție, o restricție, prin anumite elemente din regentă, precum:
- atributul adjectival al antecedentului la gradul superlativ relativ: C’est le plus beau film que j’aie vu cette année „Este cel mai frumos film pe care l-am văzut anul acesta”;
- unul din atributele le seul „singurul”, l’unique „unicul”, le premier „primul”[44]: Neil Armstrong est le premier homme qui ait marché sur la Lune „Neil Armstrong este primul om care a umblat pe Lună”;
- o expresie negativă (rien „nimic”, personne „nimeni”, aucun „niciun”, pas un „niciun”) sau restrictivă (ne... que „nu… decât”): Il n’y a que le titulaire qui connaisse le code de sa carte de crédit „Numai titularul își cunoaște codul cardului de credit”.